# Renato Bracci
Renato Bracci   (Liorna, 8 de setembre de 1904 - Liorna, 2 de març de 1975) va ser un remer italià que va competir durant la dècada de 1930.
Va prendre part en els Jocs Olímpics d'Estiu de 1932 de Los Angeles, on guanyà la medalla de plata en la competició del vuit amb timoner del programa de rem. Al seu palmarès també destaquen dues medalles de plata al Campionat d'Europa de rem.